# Ctenocephalides felis
Puce du chat
Espèce
Synonymes
- Ctenocephalides serraticeps (Gervais, 1844)[1]
- Ctenocephalus cati (Megnin, 1880)[1]
- Ctenocephalus concoloris (Weyenbergh, 1881)[1]
- Ctenocephalus enneodus (Kolenati, 1859)[1]
- Ctenocephalus murina (Tiraboschi, 1904)[1]
- Ctenocephalus musculi (Sugimoto, 1933)[1]
- Ctenocephalus nasuae (Weyenbergh, 1881)[1]
- Ctenocephalus obscurus (Weyenbergh, 1881)[1]
- Ctenocephalus rufulus (Weyenbergh, 1881)[1]
- Ctenocephalus serraticeps (Gervais, 1844)[1]
- Pulex felis Bouché, 1835[1]

Ctenocephalides felis, dite puce du chat, est une espèce d'insectes piqueurs holométaboles siphonaptères de la famille des Pulicidae. Cette puce est connue comme l'ectoparasite le plus fréquent du chat et du chien en zones tempérées et subtropicales.
On peut aussi la rencontrer sur au moins 50 espèces de mammifères à travers le monde.
Elle peut parfois pulluler sur des animaux de ferme (veaux par exemple).
Une autre puce, Ctenocephalides canis (Curtis) semble spécifique du chien mais elle est peu fréquente en France.

## Systématique

### Taxonomie
D'après BioLib (15 janvier 2022) et GBIF (15 janvier 2022) cette espèce comprend trois sous-espèces :
- Ctenocephalides felis felis (Bouché, 1835) qui se rencontre essentiellement en Amérique du Nord et en région paléarctique
- Ctenocephalides felis damarensis Jordan, 1936
- Ctenocephalides felis strongylus Jordan, 1952 qui est présente partout en Afrique.

## Morphologie de l’adulte

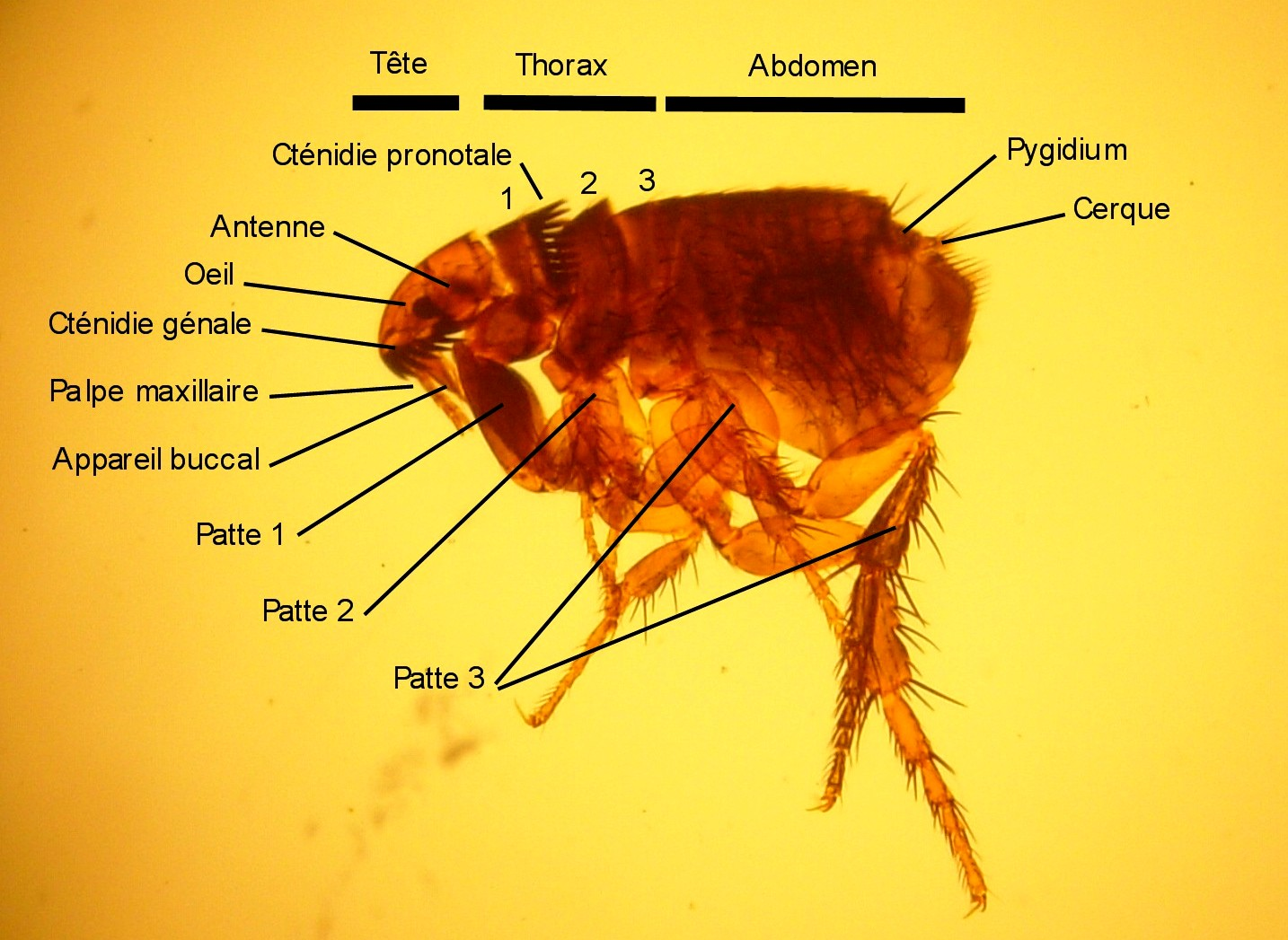
Morphologie de la puce du chat adulte.

Comme chez tous les insectes, le corps comprend trois parties : la tête, le thorax et l’abdomen.

### La tête
Cet insecte hématophage porte une paire d’yeux, une paire d’antennes (situées en arrière des yeux, assez difficiles à distinguer sans préparation spéciale) et, entourant la bouche, les pièces buccales comprenant un labre, impair, deux mandibules, deux maxilles, munies d’un long palpe, et un labium, impair muni de deux palpes. L’ensemble de ces pièces constitue un organe piqueur qui permet de percer la peau de l’hôte et d’absorber son sang.
De chaque côté de la tête on remarque un rang de fortes épines noires, légèrement tournées vers l’arrière, c’est le peigne de la joue nommé « cténidie génale ».

### Le thorax
Il est composé de trois segments (métamères) dont chacun possède une paire de pattes terminées par des griffes. La paire postérieure, la plus développée sert au saut, qui est effectué avec un angle de 50° avec l'horizontale.
Le premier segment thoracique porte, à l’arrière de sa partie dorsale une rangée de dents puissantes : le peigne du pronotum, nommé « cténidie pronotale ».

### L’abdomen
Composé de 9 segments dont seuls les 8 premiers sont aisément identifiables. Son contour est arrondi. Sur les côtés des segments se trouvent les orifices respiratoires ou stigmates. À l’arrière, l’abdomen porte l’anus, surmonté du pygidium, et les orifices génitaux mâles ou femelles équipés de pièces génitales résultant de la transformation des derniers segments. Les sexes sont séparés.
La forme aplatie du corps, les peignes, les nombreuses soies, les griffes des pattes, permettent aux puces de progresser et de s’ancrer efficacement dans le pelage de leurs hôtes.
L’adulte produit des excréments (fèces) qui ont la forme de bâtonnets courbes, plus ou moins nettement cannelés, de couleur rouge foncé (« crottes de puces ») constitués de sang partiellement digéré. Ces excréments tombent aux mêmes endroits que les œufs.

## Développement

### Les œufs

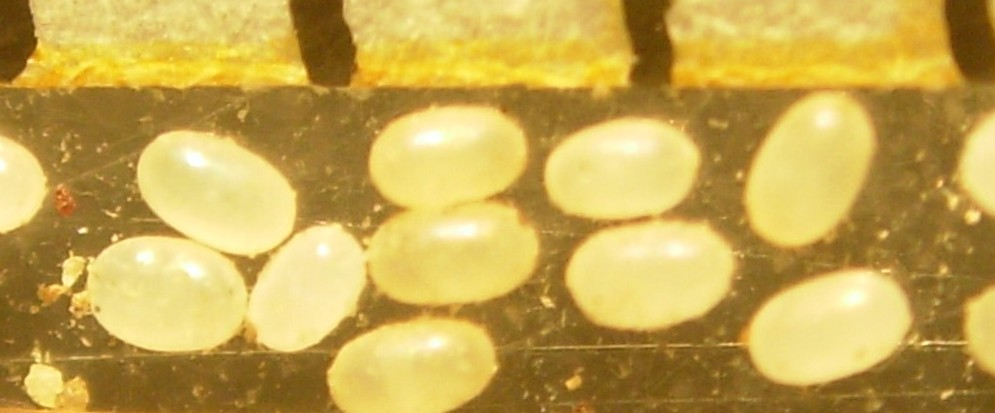
Œufs de la puce du chat et du chien.
Échelle en mm.

Les œufs, presque cylindriques, arrondis aux extrémités, sont de couleur blanche, ils mesurent environ 0,5 mm de long. Ils ne sont pas adhésifs et tombent donc au sol dans les endroits fréquentés par le chat ou le chien (principalement sur leur couchage).
Une puce femelle pond environ 25 œufs par jour et de 1 000 à 2 000 au cours de son existence. Le rythme maximum de ponte se situe entre 0 et 3 heures du matin.

### Les larves
|                        |  |                          |
| Larve du premier stade |  | Larve du troisième stade |

L’incubation dure 6 jours à 13 °C mais seulement 32 heures à 32 °C.  Cette durée est également fonction de l’hygrométrie (voir Degré jour de croissance).
À l’issue de l’incubation l’œuf libère une première larve (L1) qui a l’aspect d’une chenille  dépourvue de pattes, longue  d’environ 1 à 2 mm, constituée d’une tête, d’un thorax et d’un abdomen. La tête porte deux courtes antennes et la bouche équipée des mêmes pièces buccales que l’adulte mais les appendices sont cette fois du type broyeur. Le corps est muni de soies raides, plus longues et plus nombreuses à la partie postérieure. Les déplacements s’effectuent en prenant alternativement appui sur la tête et sur la partie arrière du corps. Du fait de l’absence des pattes ou d’organes adhésifs la larve est incapable de grimper le long de surfaces verticales lisses.
Les larves grandissent grâce à des mues. Les dépouilles qu’elles abandonnent à cette occasion sont les exuvies. La larve L1 mue en donnant une larve L2 qui est suivie elle-même d’une larve L3. L1, L2 et L3 ont la même forme générale. L3 atteint une taille d’environ 5 mm. Grâce à leurs pièces buccales broyeuses, les larves se nourrissent des excréments solides des adultes. Le tube digestif est de ce fait coloré en rouge plus ou moins foncé. À la fin du stade L3, la larve cesse de s’alimenter, thorax et abdomen prennent alors une couleur blanche. À 15−20 °C, l’ensemble des 3 stades larvaires dure environ 15 jours.

### Lanymphe

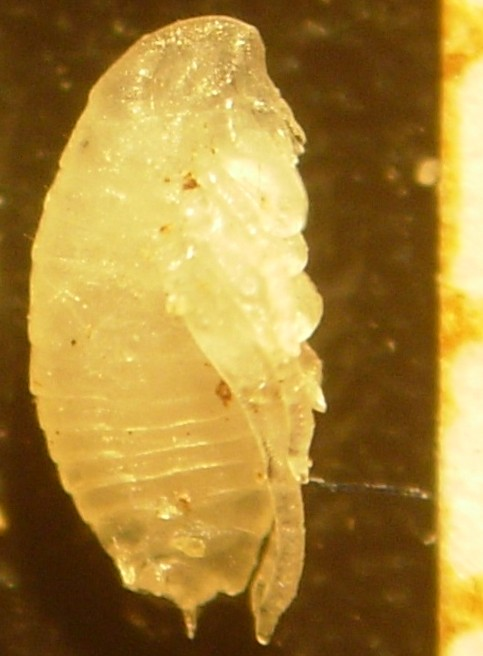
Nymphe.

La larve L3 blanche tisse un cocon de soie, ovoïde, long d’environ 5 mm, auquel se collent des éléments étrangers (poils, grains de sable, débris divers). Lorsque le cocon est terminé, L3 mue et se transforme en nymphe, pratiquement immobile, les appendices collés au corps  et dont la forme évoque déjà celle de l’adulte. Elle ne s’alimente pas. La nymphe est encore une larve, mais sa forme particulière, bien différente de celle des précédentes, lui vaut d’être classée à part.
Au terme de son évolution la nymphe mue (le cocon contient donc deux exuvies : celle de L3 et celle de la nymphe) pour libérer  l’adulte ou imago qui se trouve encore à l’intérieur du cocon. Dans cette situation l’adulte, qui ne dispose pas de nourriture, peut attendre plusieurs jours, voire plusieurs semaines (50 à 11 °C), qu’un animal, chien, chat… ou homme, passe à proximité. Il déchire alors le cocon et se lance vers son hôte (c’est l’émergence). La chaleur, la pression mécanique, l’augmentation du taux de dioxyde de carbone, peut-être les vibrations, sont les principaux stimuli qui déclenchent cette réaction.
À 15−20 °C, il s’écoule environ 20 jours entre le début du tissage du cocon et les premières émergences.
La durée totale du cycle de développement varie entre 12 et 174 jours selon la température et l’hygrométrie du lieu.
En plus du mode le plus commun d'infestation décrit ci-dessus, les chats peuvent s'infester par transfert direct de puces de chat à chat. Certaines puces femelles peuvent changer d’hôtes en un temps aussi bref qu’une heure, ce qui peut jouer un rôle dans l’introduction rapide de nouvelles populations de puces dans l’environnement des chats .

## Effets des puces sur leur hôte

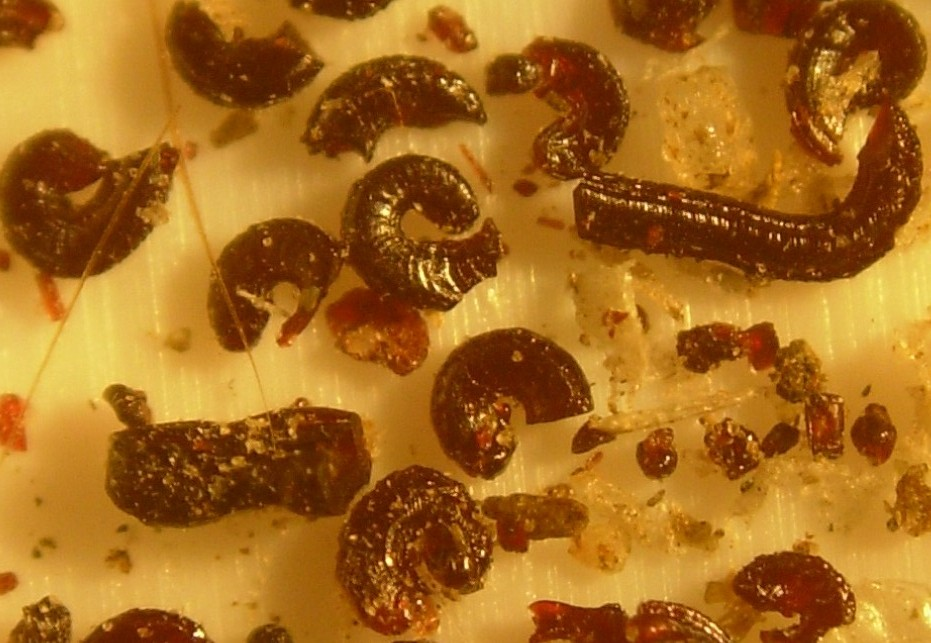
Excréments de la puce adulte

- Spoliation : lorsque l’infestation est massive, la quantité de sang prélevée par les parasites (72 puces femelles prélèveraient environ 1 ml de sang par jour) peut provoquer une anémie de l’hôte, particulièrement chez les jeunes.
- Irritation : les piqûres et surtout la salive injectée par les puces à cette occasion irritent la victime et provoquent des démangeaisons. La salive des puces est par ailleurs allergisante, elle est à l’origine de prurit et de dermatites parfois très sévères[10].
- Transmission de parasites : la puce transmet au chien et au chat un petit ténia (Dipylidium caninum)[11].

## Lutte contre les puces

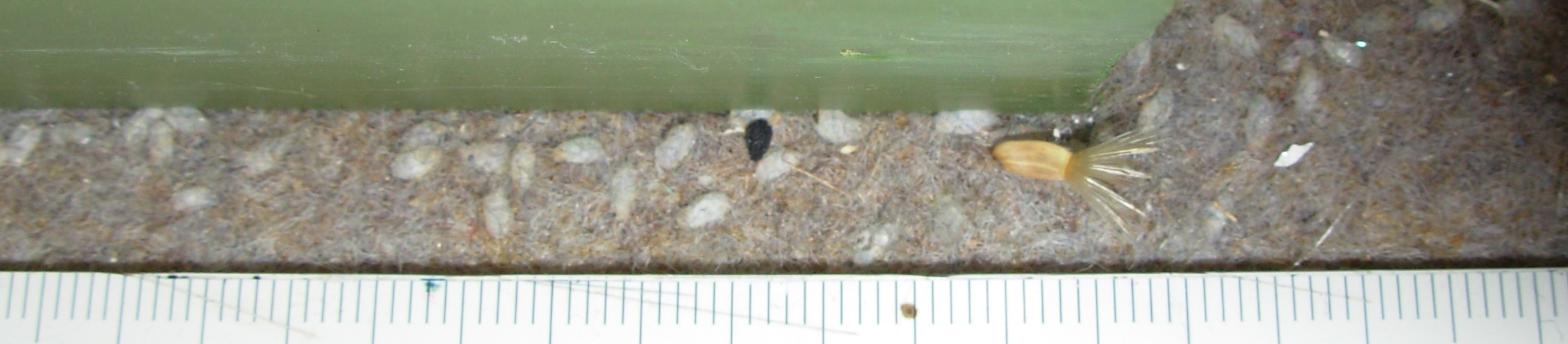
Cocons de puce sur de la moquette, le long d'une plinthe

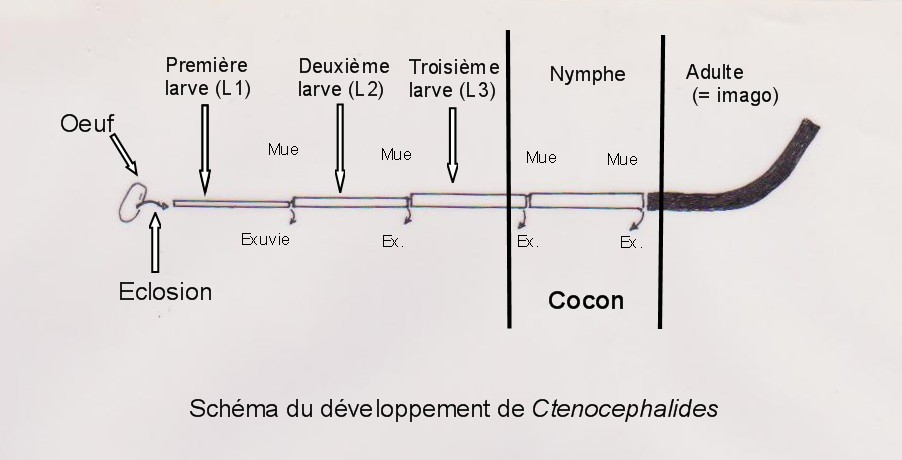
Schéma de développement

### Moyens mécaniques
- À titre préventif il est souhaitable d’interdire aux chats et chiens l’accès de lieux où les puces sont difficiles à éliminer (lit, divans, pièces  équipées de moquette etc.).
- Garnir leur couchage d’un tissu à maille fine, lavé deux fois par semaine, ce qui  permet d’éliminer un grand nombre d’œufs, de larves et de crottes de puces, leur nourriture.
- Nettoyer régulièrement le sol  sur les trajets empruntés par l’animal, chien ou chat. L’aspirateur permet d’éliminer 90 % des œufs, mais seulement 15 à 27 % des larves sur les moquettes[4].
- Détruire les cocons par brossage (les rechercher le long des plinthes et des obstacles divers). Attention, les cocons âgés risquent de libérer des adultes.
- Toiletter les animaux, au peigne fin ou à la brosse. Les baigner.

### Moyens chimiques
- Insecticides et perturbateurs du développement. Plusieurs formules sont disponibles en pharmacie, chez le vétérinaire, sur internet, en jardinerie ou animalerie.

Les traitements chimiques, si efficaces qu’ils soient, ne le sont jamais à 100 % sur toutes les étapes du développement des puces (œufs, larves, nymphes ou adultes). Ils doivent donc être répétés pour éviter une recontamination par les puces issues des formes survivantes.
- Différentes formes de traitements existent aujourd'hui : colliers, comprimés, pipettes et sprays. Pour plus d'efficacité, il est cependant recommandé d'utiliser des médicaments validés par l'agence nationale des médicaments vétérinaires.

### Traitement de l'habitat
- Lors d'une infestation par les puces, 5% des puces se trouvent sur l'animal et 95% dans l'habitat. Si bien que sans traitement complet de l'habitat lors d'une infestation massive, il se peut que des puces restent visibles sur l'animal alors même que celui-ci est traité correctement (quel que soit le type de traitement).